# Бреусов, Алексей Степанович
Алексей Степанович Бреусов (род. 1924) — участник Великой Отечественной войны, полковник, сын Героя Советского Союза С.Т. Бреусова.

## Биография
Родился 20 ноября 1924 года.
Участник Великой Отечественной войны и битвы за Сталинград. Учился в Алма-Атинском военно-пехотном училище. В Сталинградской битве в одном из боев за высоту 137,2 молодой командир Алексей Бреусов был тяжело ранен и эвакуирован на восточный берег Волги, а потом — в Красноярск.
После войны служил в Сибирском военном округе.
Алексей Степанович Бреусов — участник Парада Победы на Красной площади в Москве 9 мая 1995 года. Шел в строю вместе с ветеранами из поколения Победителей.
В настоящее время живет в Новосибирске. С 2004 года — Председатель совета ветеранов Центрального района города.

### Семья
- Отец — Бреусов, Степан Тихонович — Герой Советского Союза.
- Жена — Мария Степановна.
- Сын — медик, был главным терапевтом СибВО, кандидат медицинских наук, заслуженный врач республики, как и отец — полковник, но только медицинской службы. Сейчас — заместитель директора Института клинической иммунологии СО РАМН.
- Дочь — медик, заслуженный врач республики.
- Внук Дмитрий (сын дочери) — военный медик.

## Награды
- Награждён орденом Отечественной войны, двумя орденами Красной Звезды, а также медалями, среди которых «За отвагу», «За оборону Сталинграда», «За трудовую доблесть».